# Cartmel
Paisagem de Cartmel, próximo ao rio Eea
Cartmel é uma vila na Cúmbria, Inglaterra, cerca de 3,5 km a noroeste de Grange-over-Sands, próximo ao rio Eea. Possui uma população de pouco mais de 4100 habitantes. Historicamente parte de Lancashire, desde 1974 está dentro do condado administrativo de Cumbria. Antes conhecida como Kirkby in Cartmel, é onde ficava o Priorado de Cartmel, do século XII. 
Cartmel está localizada no Lake District National Park, tendo ficado mais recentemente conhecida como a "casa do sticky toffee pudding".
O nome do lugar é atestado pela primeira vez nas Histórias de Simeão de Durham, onde aparece como Ceartmel. Também aparece no Pipe Rolls de 1177. Significa "banco de areia de solo rochoso", advindo do nórdico antigo kartr (solo rochoso) e melr.
Cartmel, com suas "ruas estreitas e sinuosas para explorar, e o Priorado de Cartmel do século XII", foi classificado como um dos "20 mais belos vilarejos do Reino Unido e Irlanda" pela Condé Nast Traveller, em 2020. Era, também, o local de férias favorito do escritor do dialeto de Lancashire e locutor da BBC Thomas Thompson, que escreveu dezesseis livros sobre o povo de Lancashire e suas comunidades, aparecendo no frontispício de seu livro Lancashire Brew, em uma gravura de Joseph Knight.

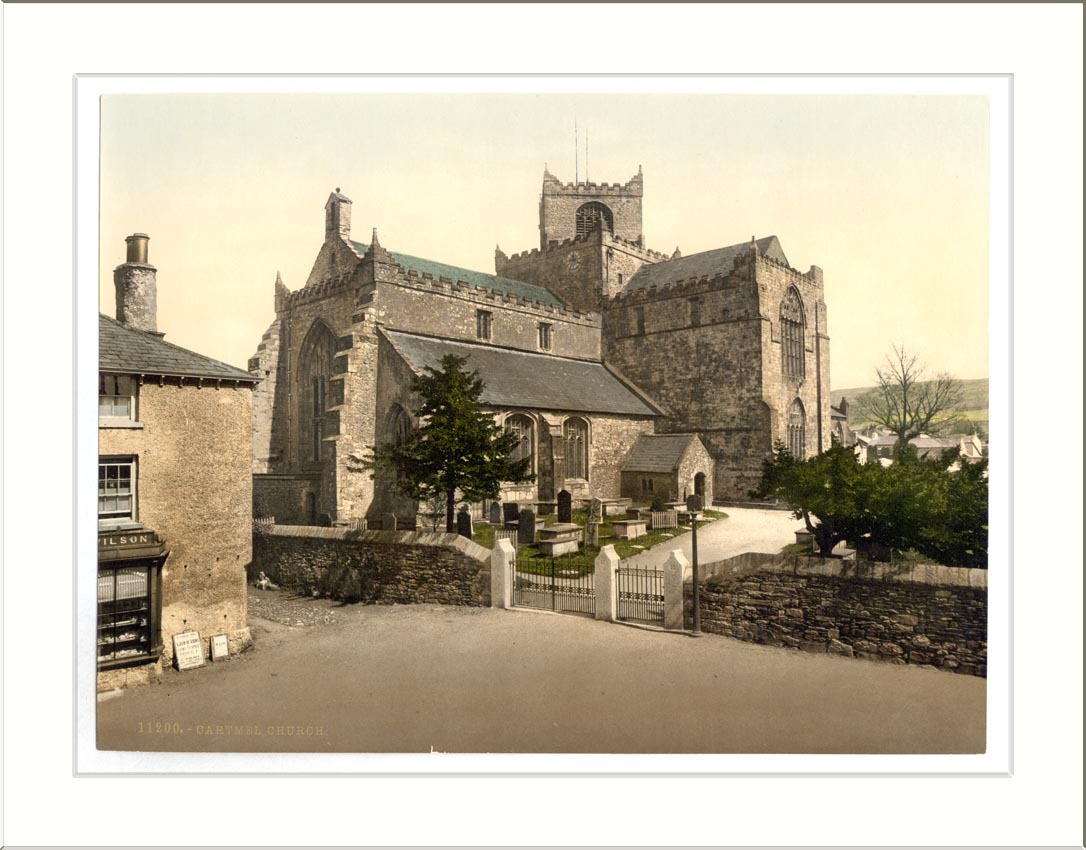
Priorado de Cartmel

## Localização
Cartmel está localizada 2,2 milhas (3,5 km) distante de Grange-over-Sands, cidade vizinha mais próxima.
Viajando por terra, está a 15,5 milhas (24,9 km) ao sul de Kendal, 17,1 milhas (27,5 km) a leste de Ulverston, 27 milhas (43 km) a leste de Barrow-in-Furness e 29,9 milhas (48,1 km) a oeste de Lancaster.

## Educação
Cartmel Church of England Primary School é a escola primária da vila. A Cartmel Priory School recebe alunos com idades entre 11 e 16 anos de toda a Península de Cartmel.

## Transportes
A vila é servida pela estação ferroviária de Cark and Cartmel, inaugura em 1857 pela Ulverston and Lancaster Railway, na Furness Line.

## Administração
Cartmel faz parte do círculo eleitoral parlamentar de Westmorland and Lonsdale, do qual o Liberal Democrata Tim Farron é o atual Membro do Parlamento.
Em termos de governo local, faz parte do ward de Cartmel, no Conselho do Distrito de South Lakeland, e da Divisão de Cartmel, no Conselho do Condado de Cúmbria.
Também possui seu próprio conselho de Paróquia, o Conselho Paroquial de Lower Allithwaite.

## Restaurantes
Cartmel é conhecida pela qualidade de seus restaurantes, incluindo:
- L'Enclume, restaurante Duas Estrelas Michelin
- Rogan & Co, outro restaurante com Estrela Michelin, está localizado à beira do rio Eea
- The Pig and Whistle
- Cavendish Arms Restaurant

- Commons